# Giải bóng đá hạng nhì quốc gia Cộng hòa Síp 1991–92
Giải bóng đá hạng nhì quốc gia Cộng hòa Síp 1991–92 là mùa giải thứ 37 của bóng đá hạng nhì Cộng hòa Síp. Ethnikos Achna giành danh hiệu thứ 2.

## Thể thức thi đấu
Có 14 đội tham gia Giải bóng đá hạng nhì quốc gia Cộng hòa Síp 1991–92. Tất cả các đội đều thi đấu 2 trận, một trân sân nhà và một trận sân khách. Đội nhiều điểm nhất sẽ lên ngôi vô địch. Hai đội đầu bảng xuống hạng Giải bóng đá hạng nhất quốc gia Cộng hòa Síp 1992–93. Hai đội cuối bảng xuống hạng Giải bóng đá hạng ba quốc gia Cộng hòa Síp 1992–93.
Đội thứ 3 đối mặt với đội thứ 12 của Giải bóng đá hạng nhất quốc gia Cộng hòa Síp 1991–92, trong một trận play-off 2 lượt để tranh một suất ở Giải bóng đá hạng nhất quốc gia Cộng hòa Síp 1992–93. Đội thứ 12 đối mặt với đội thứ ba của Giải bóng đá hạng ba quốc gia Cộng hòa Síp 1991–92, trong một trận play-off 2 lượt để tranh một suất ở Giải bóng đá hạng nhì quốc gia Cộng hòa Síp 1992–93.

### Hệ thống điểm
Các đội bóng nhận 3 điểm cho một trận thắng, 1 điểm cho một trận hòa và 0 điểm cho một trận thua.

## Thay đổi so với mùa giải trước
Các đội thăng hạng Giải bóng đá hạng nhất quốc gia Cộng hòa Síp 1991–92
- Evagoras Paphos
- Omonia Aradippou

Các đội xuống hạng từ Giải bóng đá hạng nhất quốc gia Cộng hòa Síp 1990–91
- APOP Paphos
- APEP

Các đội thăng hạng từ Giải bóng đá hạng ba quốc gia Cộng hòa Síp 1990–91
- Othellos
- Ethnikos Assia
- Apollon Lympion

Các đội xuống hạng Giải bóng đá hạng ba quốc gia Cộng hòa Síp 1991–92
- Ermis Aradippou
- Ethnikos Defteras
- Elpida Xylofagou

## Bảng xếp hạng
| Vị thứ | Đội                 | St. | T. | H. | B. | BT. | BB. | HS. | Đ. | Ghi chú                                                                  |
| ------ | ------------------- | --- | -- | -- | -- | --- | --- | --- | -- | ------------------------------------------------------------------------ |
| 1      | Ethnikos Achna      | 26  | 16 | 7  | 3  | 64  | 17  | 47  | 55 | Vô địch-thăng hạng Giải bóng đá hạng nhất quốc gia Cộng hòa Síp 1992–93. |
| 2      | APOP Paphos         | 26  | 15 | 7  | 4  | 57  | 22  | 35  | 52 | Thăng hạng Giải bóng đá hạng nhất quốc gia Cộng hòa Síp 1992–93.         |
| 3      | APEP                | 26  | 15 | 6  | 5  | 55  | 29  | 26  | 51 | Playoff Thăng hạng.                                                      |
| 4      | APEP Pelendriou     | 26  | 14 | 8  | 4  | 45  | 26  | 19  | 50 |                                                                          |
| 5      | Orfeas Nicosia      | 26  | 11 | 5  | 10 | 57  | 40  | 17  | 38 |                                                                          |
| 6      | Akritas Chlorakas   | 26  | 11 | 3  | 12 | 36  | 35  | 1   | 36 |                                                                          |
| 7      | Chalkanoras Idaliou | 26  | 11 | 3  | 12 | 45  | 47  | -2  | 36 |                                                                          |
| 8      | Doxa Katokopias     | 26  | 9  | 7  | 10 | 38  | 49  | -11 | 34 |                                                                          |
| 9      | Onisilos Sotira     | 26  | 9  | 4  | 13 | 44  | 46  | -2  | 31 |                                                                          |
| 10     | Anagennisi Deryneia | 26  | 8  | 7  | 11 | 42  | 51  | -9  | 31 |                                                                          |
| 11     | Digenis Morphou     | 26  | 7  | 9  | 10 | 35  | 39  | -4  | 30 |                                                                          |
| 12     | Ethnikos Assia      | 26  | 8  | 4  | 14 | 36  | 40  | -4  | 28 | Playoff Xuống hạng.                                                      |
| 13     | Othellos Athienou   | 26  | 8  | 4  | 14 | 29  | 51  | -22 | 28 | Xuống hạng Giải bóng đá hạng ba quốc gia Cộng hòa Síp 1992–93.           |
| 14     | Apollon Lympion     | 26  | 1  | 4  | 21 | 26  | 117 | -91 | 7  | Xuống hạng Giải bóng đá hạng ba quốc gia Cộng hòa Síp 1992–93.           |

Hệ thống điểm: Thắng=3 điểm, Hòa=1 điểm, Thua=0 điểm
Quy tắc xếp hạng: 1) Điểm, 2) Hiệu số, 3) Bàn thắng

## Playoff

### Playoff Thăng hạng
Đội thứ 3, APEP Pitsilia, đối mặt với đội thứ 12 của Giải bóng đá hạng nhất quốc gia Cộng hòa Síp 1991–92, Olympiakos Nicosia, trong một trận play-off 2 lượt để tranh một suất ở Giải bóng đá hạng nhất quốc gia Cộng hòa Síp 1992–93. Olympiakos Nicosia thắng cả hai trận và có một suất ở Giải bóng đá hạng nhất quốc gia Cộng hòa Síp 1992–93.
- Olympiakos Nicosia 2–0 APEP Pitsilia
- APEP Pitsilia 0–3 Olympiakos Nicosia

### Playoff Xuống hạng
Đội thứ 12, Ethnikos Assia, đối mặt với đội thứ ba của Giải bóng đá hạng ba quốc gia Cộng hòa Síp 1991–92, Adonis Idaliou, trong một trận play-off 2 lượt để tranh một suất ở Giải bóng đá hạng nhì quốc gia Cộng hòa Síp 1992–93. Ethnikos Assia thắng playoff và có suất ở Giải bóng đá hạng nhì quốc gia Cộng hòa Síp 1992–93.